# Blokhoeve
De Blokhoeve is een wijk van Nieuwegein, in de Nederlandse provincie Utrecht. De wijk heeft 1.431 inwoners (2018).
De wijk grenst met de klok mee aan de wijken Huis de Geer, Zuilenstein en Galecop. Ten noordoosten, op de grens met Utrecht stroomt het Amsterdam-Rijnkanaal.

## Geschiedenis
De wijk is als woonwijk pas ontstaan in het begin van de eenentwintigste eeuw. Toen is er een begin gemaakt met het nieuwbouwplan Blokhoeve Buiten, op de voormalige locaties van sportvelden, de plaatselijke atletiekbaan en golfbaan. De sportvelden en de atletiekbaan zijn verplaatst naar het noordrand van de wijk Galecop, genaamd de Gallecopperzoom. De golfbaan is verplaatst naar een locatie tussen Houten en Nieuwegein, nabij Heemstede.

## Indeling
De wijk is als volgt, van zuid naar noord verdeeld:

### Blok
In dit deel bevinden zich enkele voorzieningen, zoals het Nieuwegeins Business Center en enkele horecagelegenheden. Het plan is om hier, naast de uitbreidingen van de voorzieningen, woningen en kleinschalige kantoren te realiseren. Het Blok bevindt zich ten noorden van de wijk Zuilenstein, nabij de gelijknamige sneltramhalte Zuilenstein.

### Het Eiland
In dit, begin 2006 nog onontgonnen gebied is volgens de plannen een villawijk gepland. Op deze locatie bevonden zich de sportvelden en de atletiekbaan. De contouren van de atletiekbaan zullen behouden blijven. Deze villawijk is reeds gerealiseerd.

### Lamellen
In de zomer van 2004 was dit het eerste deel van het plan Blokhoeve Buiten wat werd opgeleverd. De Lamellen bestaat uit een mix van koop- en huurappartementen en eengezinskoopwoningen, waarbij het zich vooral wil richten op starters op de woningmarkt. Het in 2010 geplande nieuwbouwcomplex 'The Edge' levert aan deze doelstelling van de gemeente een belangrijke bijdrage.
Op deze locatie bevond zich de golfbaan en bepaalde elementen zijn daarvan bewaard gebleven in lange en brede groenstroken. De buurt ligt ten zuiden van de Taludweg en is goed te zien wanneer men met de sneltram of de auto Nieuwegein wordt binnen gereden.